# Апель, Карл-Отто
Карл-Отто Апель (нем. Karl-Otto Apel; 15 марта 1922, Дюссельдорф — 15 мая 2017, Нидернхаузен) — немецкий философ.

## Биография
Родился 15 марта 1922 года в Дюссельдорфе.
В составе вермахта участвовал во Второй мировой войне.
Окончил Боннский университет в 1950 году. Преподавал в университетах Майнца (1961), Киля (1962—1969), Саарбрюкена (1969—1972). C 1972 по 1990 годы профессор философии в Университете Франкфурта-на-Майне, с 1990 года — профессор эмеритус.
Философские взгляды Апеля сложились на основе американского прагматизма, немецкой герменевтики и полемики с Хабермасом. Ввел понятия трансцендентальной прагматики, «онтической редукции» (когда сущее определяется через другое сущее). Утверждал первичность диалога (интерсубъективной коммуникации) над индивидуальным сознанием. Основой этого диалога Апель считает язык, понятый по аналогии с кантовскими категориями сознания. Основой языка для Апеля являются парадигматические очевидности.

## Основная идея
«Первая философия больше не является исследованием природы или сущности вещей или сущего (онтологией), не является она теперь и рефлексией над представлениями или понятиями сознания или разума (теорией познания), но представляет собой рефлексию над значением или смыслом языковых выражений (анализом языка)» (Трансформация философии / Пер. с нем. В. Куренного. 239 с.)

## Сочинения
- «Идея языка в традиции гуманизма от Данте до Вико» (1963)
- «Трансформация философии» (1973)
- «Идея трансцендентальной грамматики» (1974)
- «Идейная эволюция Ч. С. Пирса: Введение в американский прагматизм» (1975)
- «Теория языка и трансцендентальная грамматика в свете вопроса этических норм» (1976)
- «Новые попытки объяснения и понимания» (1978)
- «Контроверза „Объяснение-Понимание“ в свете трансцендентального прагматизма» (1979)
- Towards a Transformation of Philosophy (1980 & 1998),
- Charles S. Peirce: From Pragmatism to Pragmaticism (1981),
- Understanding and Explanation: A Transcendental-Pragmatic Perspective (1984),
- La communicazione umana (1985),
- Diskurs und Verantwortung: Das Problem des Ubergangs zur Postkonventionellen Moral (1988),
- Towards a Transcendental Semiotics: Selected Essays (1994),
- Ethics and the Theory of Rationality: Selected Essays (1996),
- Filosofia analitica e filosofia continentale (1997),
- From a Transcendental-Semiotic Point of View (1998)
- Mercier Lectures: The Response of Discourse Ethics to the Moral Challenge of the Human Situation As Such, Especially Today (2001),
- Funf Vorlesungen uber Transzendental Semiotik als Erste Philosophie und Diskursethik (2002),
- Diskursethik und Diskursanthropologie (2002)

## Русская библиография
- Апель, К-О. Трансцендентально-герменевтическое понятие языка // Вопросы философии. — 1997. — № 1.
- Апель, К.-О. Трансформация философии / Пер. с нем. В. Куренного, Б. Скуратова. — М.: Логос, 2001. — 339 с — (Университетская библиотека. Сер. Сигма). ISBN 5-8163-0017-2 — текст. Архивировано из оригинала 27 декабря 2014 года. текст (недоступная ссылка — история).
- Апель К.-О. Понятие первичной взаимоответственности как предпосылка планетарной макроэтики // Философия без границ: сб. ст.: в 2 ч. Ч. 1. — М.: Издатель Воробьев А. В., 2001. — С. 47—67.
- Апель К.-О. Бамбергские лекции // Философия без границ: Сб. статей: В 2 ч. / Под ред. В. В. Миронова. М.: Издатель Воробьев А. В., 2001.